# Wohlfahrtspflege
Der Begriff der Wohlfahrtspflege überschneidet sich in der Geschichte teilweise mit den Begriffen der Armenpflege, der Fürsorge und der Sozialarbeit. 
Im 19. Jahrhundert entwickelte sich das Elberfelder System mit strenger Kontrolle der Unterstützten durch sogenannte Armenpfleger (ein Pfleger auf vier Arme), das um 1900 durch das Straßburger System abgelöst wurde, bei dem auch Frauen als Fürsorgerinnen (Wohlfahrtspflegerinnen) zum Einsatz kamen. Ihre Ausbildung erfolgte ab ca. 1908 in Sozialen Frauenschulen.
Der Begriff wird im deutschen Sprachraum auch auf die Soziale Arbeit außerhalb Deutschlands angewendet.

## Wohlfahrtspflege in der Weimarer Republik
Die Wohlfahrtspflege gliederte sich in der Weimarer Republik in wirtschaftliche, gesundheitliche und Jugendwohlfahrtspflege, die sich teilweise überschnitten. Zu den Menschen, für die Landeswohlfahrtsämter und Bezirksfürsorgeverbände sowie die bezirksfreien Städte zuständig waren, gehörten Schwangere, Wöchnerinnen, Säuglinge und Kleinkinder, unterernährte Kinder und Körperbehinderte, unter denen die Kriegsversehrten (Kriegsbeschädigte, Schwerkriegsbeschädigte) eine Sonderstellung einnahmen, außerdem verwahrloste Kinder, gefährdete Mädchen, Trinker, Strafentlassene, Geschlechtskranke, Tuberkulosekranke, Kleinrentner und Erwerbslose. 
Nach den Trägern unterschied man freie Wohlfahrtspflege (meist konfessionell gebunden, aber auch Arbeiterwohlfahrt oder Rote Hilfe Deutschlands für Opfer des Krieges und der Arbeit) und amtliche Wohlfahrtspflege. Die sozialen Frauenschulen wurden in Wohlfahrtsschulen umbenannt.